# ヴォルィーニ州

ヴォルィーニ州
Волинська область

ヴォルィーニ州（ヴォルィーニしゅう、ウクライナ語: Волинська область ヴォルィーンスィカ・オーブラスチ）は、ウクライナ北西の州。州都はルーツィク。州内の西端の町コーヴェリは、キエフ＝ワルシャワ間の鉄道が最後に停車するウクライナ国内の駅がある。
西はポーランド、北はベラルーシと国境を接する。
| 母語話者（ヴォルィーニ州） 2001 | 母語話者（ヴォルィーニ州） 2001 | 母語話者（ヴォルィーニ州） 2001 | 母語話者（ヴォルィーニ州） 2001 | 母語話者（ヴォルィーニ州） 2001 |
| ------------------------------- | ------------------------------- | ------------------------------- | ------------------------------- | ------------------------------- |
|                                 |                                 |                                 |                                 |                                 |
| ウクライナ語                    | ウクライナ語                    |                                 | 97.3%                           | 97.3%                           |
| ロシア語                        | ロシア語                        |                                 | 2.5%                            | 2.5%                            |

## 歴史
ヴォルィーニは、中世のキエフ・ルーシの一部であった。のちキエフ・ルーシが衰退すると、ルーシの後継国家であるハールィチ・ヴォルィーニ大公国が一帯を支配した。1400年代、一帯は近接するリトアニア大公国の支配を受け、1569年にはポーランド王国、1795年から第一次世界大戦までロシア帝国の支配下にあった。帝政ロシア時代、ヴォルィーニは地方行政区画ヴォルィーニ県（グベールニヤ）の一部であった。ウクライナ内戦時代には、ヴォルィーニのほとんどはポーランド第二共和制のヴォリンスキエ県に組み込まれていた。
1939年、独ソ不可侵条約のためにポーランドはナチス・ドイツとソビエト連邦に侵略され、分割された。ヴォルィーニは1939年12月4日、ウクライナ・ソビエト社会主義共和国に併合され、州が編成された。
多くのウクライナ人たちはウクライナ共和国への併合を歓迎したが、少数派となったポーランド人や反ソ連派のウクライナ人は過酷な運命に見舞われた。数千のポーランド人、特にポーランド退役軍人、インテリゲンチャはシベリアなどソ連の遠隔地へと追放された。これらの追放者たちは高い確率で、極限状態の労働キャンプで死に追いやられ、ほとんどがヴォルィーニへ戻ることが叶わなかった。
1941年、バルバロッサ作戦によりヴォルィーニにナチス・ドイツが侵攻した。一部の地元内通者の支援を受け、ナチスは1942年終わりにはヴォルィーニ在住ユダヤ人のホロコーストを完成させた。
ヴォルィーニでのパルチザン活動は、ドイツ占領後間もない1941年に始まった。パルチザンは対ドイツ作戦に加わり、その能力の高さと破壊行為で知られるようになった。ヴォルィーニ地域は数カ所のネットワーク基盤がつくられ、地元住民の多くがパルチザンに加わった。地元に住むポーランド人らは国内軍に参加し、しばしばパルチザンと共同で作戦を遂行した。

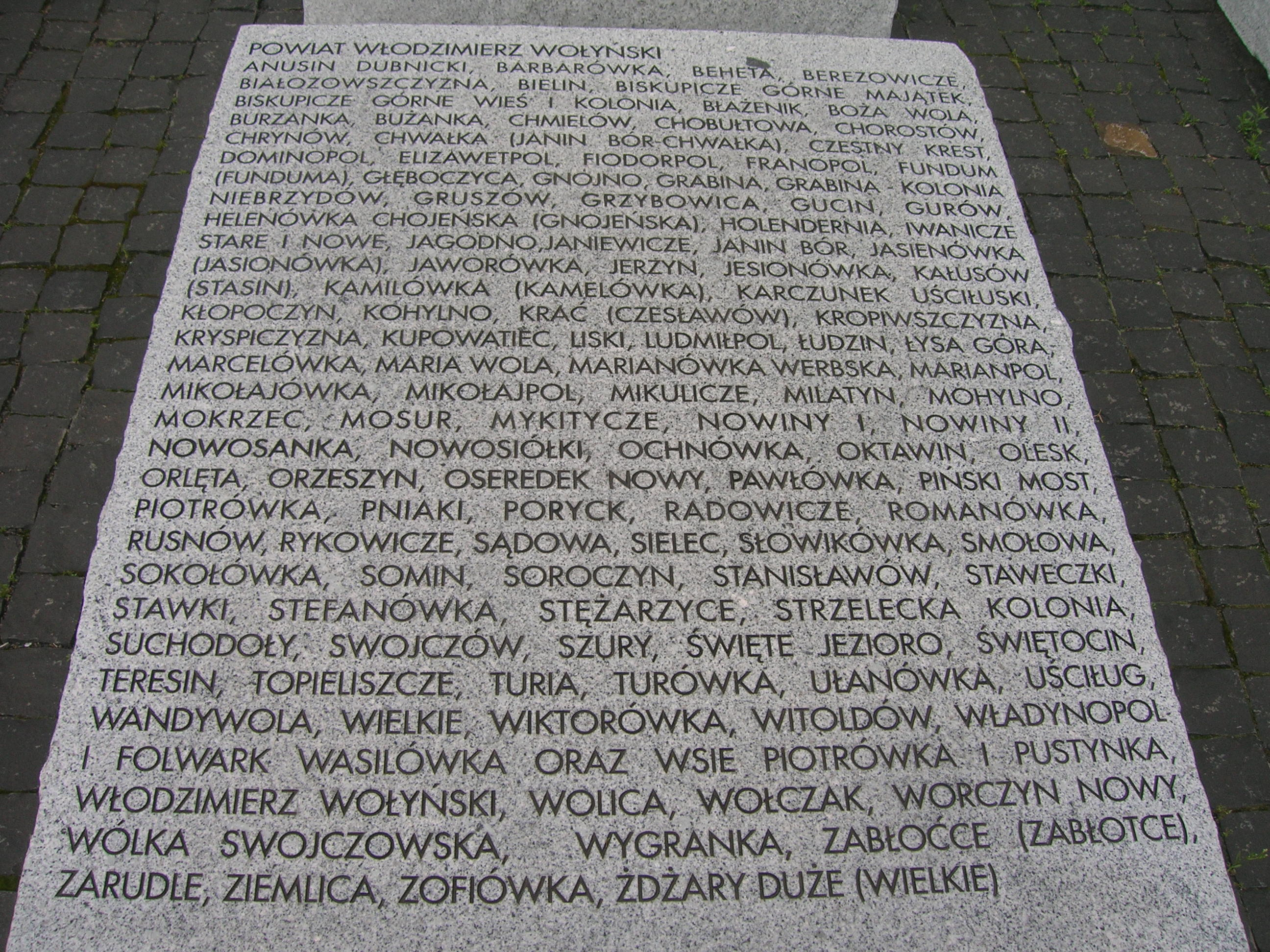
蜂起軍に虐殺されたポーランド人の慰霊碑

反独・反ソ・反ポーランドのウクライナ独立を標榜するウクライナ蜂起軍は1942年に活動を始め、ウクライナ他地域へも活動を広げた。蜂起軍はドイツ軍、ポーランド国内軍と戦い、第二次世界大戦後はソ連軍と何年も戦った。蜂起軍の中にはヴォルィーニに住むポーランド人への民族浄化に深く関わり、ポーランド人住民の大半にあたる30,000人から60,000人にものぼるポーランド人が犠牲となった（ポーランド側の資料は概して犠牲者数が多い。正確な死者数は不明である）。ポーランド人のパルチザンも蜂起軍の民族浄化に報復し、およそ15,000人といわれるウクライナ人を殺害した。
1944年1月、ソ連軍がナチスからヴォルィーニを奪取した。第二次世界大戦終結後すぐ、ポーランド＝ソ連国境はカーゾン線をもとに塗り替えられた。ヴォルィーニは近隣の県とともにウクライナ・ソビエト社会主義共和国の一部となった。ヴォルィーニ東部に残っていたポーランド人の多くが、戦後ポーランドが新たに獲得したかつての旧ドイツ東部領土へ移された（旧ドイツ東部領土で暮らしていたドイツ人たちは既に追放されていた）。ホールム（現在はポーランドの都市ヘウム）周辺で暮らしていたウクライナ人たちは、ホールムがポーランド領となるにあたり、ウクライナへの移動を許された。なお、UPAの活動に関連し、ヴィスワ作戦により多くのウクライナ人はポーランドより追放された。
戦後、一帯は急速な工業化を経験した。それにもかかわらず、かつての旧ソビエト連邦内でも最も開発の遅れた地域の一つのままであった。近年も、投資の欠如やインフラストラクチャーの衰退のためにウクライナ最貧地域となっている。また、ヴォルィーニの一部地域は、チェルノブイリ原子力発電所事故で深刻な汚染を受けた。

## 都市
1. ヴォロディームィル＝ヴォルィーンシキー（Володимир-Волинський）
2. ウスティルーフ（Устилуг）
3. カーミニ・カシールシキー（Камінь-Каширський）
4. キーヴェルツィ（Ківерці）
5. コーヴェリ（Ковель）
6. ノヴォヴォルィーンシク（Нововолинськ）
7. ベレステーチコ（Берестечко）
8. ホローヒウ（Горохів）
9. リュボームリ（Любомль）
10. ルーツィク（Луцьк）
11. ロジーシチェ（Рожище）

## 人口
2001年ウクライナ国勢調査によるデータ。
- 総人口：1,060,700人[1]
- 都市人口：533,200人（50%）；農村人口：527,500人（50%）[2]
- 性別人口：男性は500,100人（47%）；女性は560,600人（53%）[3]

| \| 民族構成[4] \| 民族構成[4] \| 民族構成[4] \| 民族構成[4] \| 民族構成[4] \| \| ------------ \| ------------ \| ----------- \| ------------------- \| ------------------- \| \| \| \| \| \| \| \| ウクライナ人 \| ウクライナ人 \| \| 1,025,000人 (96.9%) \| 1,025,000人 (96.9%) \| \| ロシア人 \| ロシア人 \| \| 25,100人 (2.1%) \| 25,100人 (2.1%) \| \| ベラルーシ人 \| ベラルーシ人 \| \| 3,200人 (0.3%) \| 3,200人 (0.3%) \| |              |  |                     |                     |
| 民族構成 |              |  |                     |                     |
| |              |  |                     |                     |
| ウクライナ人 | ウクライナ人 |  | 1,025,000人 (96.9%) | 1,025,000人 (96.9%) |
| ロシア人 | ロシア人     |  | 25,100人 (2.1%)     | 25,100人 (2.1%)     |
| ベラルーシ人 | ベラルーシ人 |  | 3,200人 (0.3%)      | 3,200人 (0.3%)      |